# Кроадал
Кроадал (фр. Croixdalle) насеље је и општина у северној Француској у региону Горња Нормандија, у департману Приморска Сена која припада префектури Дјеп.
По подацима из 2011. године у општини је живело 224 становника, а густина насељености је износила 20,36 становника/km². Општина се простире на површини од 11 km². Налази се на средњој надморској висини од 185 метара (максималној 216 m, а минималној 80 m).

## Демографија
| 1962. | 1968. | 1975. | 1982. | 1990. | 1999. | 2011. |
| ----- | ----- | ----- | ----- | ----- | ----- | ----- |
| 226   | 234   | 224   | 238   | 232   | 230   | 224   |

График промене броја становника у току последњих година